# Dysstroma omicronata
Dysstroma omicronata är en fjärilsart som beskrevs av Donovan 1811. Dysstroma omicronata ingår i släktet Dysstroma och familjen mätare. Inga underarter finns listade i Catalogue of Life.